# Општина Кокирљанка (Бузау)
Кокирљанка (рум. Cochirleanca) општина је у Румунији у округу Бузау.
Oпштина се налази на надморској висини од 90 m.